# Estádio Cidade de Barcelos
Estádio Cidade de Barcelos är en fotbollsarena i staden Barcelos i norra Portugal.                                                                                                                                                                                                                                                                                                               
Den är hemmaarena för klubben Gil Vicente och har en kapacitet på 12 000 åskådare.